# Men.com
Men.com – amerykańska wytwórnia filmowa zajmująca się produkcją gejowskich filmów pornograficznych.
Domena internetowa została zakupiona w 1997 przez Ricka Schwartza i zakupiona w grudniu 2003 za 1,3 mln dol. przez anonimowych kupców, którzy zapowiedzieli publikowanie na niej materiałów przeznaczonych dla dorosłych.
W 2022 twórcy witryny otrzymali branżową nagrodę XBIZ dla gejowskiej strony roku. Filmy produkowane przez studio, a także jego aktorzy i reżyserzy, byli wielokrotnie honorowani innymi branżowymi nagrodami, głównie Grabby Awards, ale też GayVN Awards i Str8UpGayPorn Awards.
W lipcu 2017 fragment filmu pornograficznego Men.com Private Lessons, Part 3 stał się internetowym memem. Scena przedstawia kobietę (Nikki V.), która podczas jedzenia obiadu zauważa, że jej mąż (Jaxton Wheeler) uprawia seks analny z kucharzem (Jake Porter), po czym wykrzykuje: „Czy wy się pieprzycie? Tuż przed moją sałatką?!” (ang. Are you guys fucking? Right in front of my salad?!). Fraza używana jest w internetowym żargonie jako zwrot wyrażający dezaprobatę.
Swoją karierę w studiu Men.com rozpoczął aktor Malik Delgaty.